# Joe Dziedzic
Joe Dziedzic (né le 28 décembre 1971 à Minneapolis aux États-Unis) est un ancien joueur professionnel de hockey sur glace. Il est actuellement entraîneur de hockey pour les jeunes joueurs dans le Minnesota

## Carrière
Dziedzic fait ses débuts en jouant pour l'Edison High School du Minnesota, la seule école du Nord-Est de Minneapolis en 1988-89 et est le second joueur choisi par les Penguins de Pittsburgh de la Ligue nationale de hockey lors du repêchage d'entrée de 1990, le premier étant Jaromír Jágr. Dziedzic est alors choisi en tant que 61e joueur mais ne va pas pour autant passer de suite dans la LNH.
Au lieu de signer avec les Penguins, il rejoint les Golden Gophers de l'Université du Minnesota. Dès sa première année, il est désigné Minnesota Mr. Hockey en tant que meilleur joueur du hockey de l'état et remporte le titre de champion de la Western Collegiate Hockey Association en 1992.
Il joue sa première saison professionnelle en 1994-95 en jouant la saison avec les Lumberjacks de Cleveland de la Ligue internationale de hockey, équipe affiliée aux Penguins. La saison suivante, il rejoint enfin les Penguins et joue alors aux côtés de Mario Lemieux, Tom Barrasso et Jágr. Il va jouer la quasi-totalité de la saison régulière puis des séries éliminatoires même si l'équipe perd en finale d'association contre les Panthers de la Floride. Il inscrit son premier but de sa carrière dans la LNH le 18 novembre 1995 lors d'une victoire 3 à 0 contre les Capitals de Washington.
Il passe également la saison suivante dans la LNH mais en 1997-98, il perd la confiance de l'entraîneur de l'équipe, Kevin Constantine, ainsi que sa place dans l'équipe type. Il joue alors la saison dans la LIH pour les Lumberjacks. Il signe le 27 août 1998 en tant qu'agent libre pour les Coyotes de Phoenix mais n'est que peu utilisé par la franchise de la LNH. Il joue alors la majeure partie de la saison 1998-1999 pour les Falcons de Springfield de la Ligue américaine de hockey.
En fin de saison, il est blessé à l'œil et doit finalement il va devoir mettre fin à sa carrière. Il ne quitte pas pour autant le monde du hockey et crée un programme de formation pour les jeunes joueurs de l'État du Minnesota. Il dispense alors soit des cours en individuel, soit en groupe et crée même une sorte de ligue pour des matchs entre six joueurs répartis en deux équipes.

## Statistiques
Pour les significations des abréviations, voir Statistiques du hockey sur glace.
| Saison     | Équipe                      | Ligue      |     | Saison régulière | Saison régulière | Saison régulière | Saison régulière | Saison régulière |   | Séries éliminatoires | Séries éliminatoires | Séries éliminatoires | Séries éliminatoires | Séries éliminatoires |
| Saison     | Équipe                      | Ligue      | PJ  | B                | A                | Pts              | Pun              | PJ               | B | A                    | Pts                  | Pun                  |                      |                      |
| 1990-1991  | Golden Gophers du Minnesota | NCAA       | 20  | 6                | 4                | 10               | 26               |                  |   |                      |                      |                      |                      |                      |
| 1991-1992  | Golden Gophers du Minnesota | NCAA       | 37  | 9                | 10               | 19               | 68               |                  |   |                      |                      |                      |                      |                      |
| 1992-1993  | Golden Gophers du Minnesota | NCAA       | 41  | 11               | 14               | 25               | 62               |                  |   |                      |                      |                      |                      |                      |
| 1993-1994  | Golden Gophers du Minnesota | NCAA       | 18  | 7                | 10               | 17               | 48               |                  |   |                      |                      |                      |                      |                      |
| 1994-1995  | Lumberjacks de Cleveland    | LIH        | 68  | 15               | 15               | 30               | 74               | 4                | 1 | 0                    | 1                    | 10                   |                      |                      |
| 1995-1996  | Penguins de Pittsburgh      | LNH        | 69  | 5                | 5                | 10               | 68               | 16               | 1 | 2                    | 3                    | 19                   |                      |                      |
| 1996-1997  | Penguins de Pittsburgh      | LNH        | 59  | 9                | 9                | 18               | 63               | 5                | 0 | 1                    | 1                    | 4                    |                      |                      |
| 1997-1998  | Lumberjacks de Cleveland    | LIH        | 65  | 21               | 20               | 41               | 176              | 10               | 3 | 4                    | 7                    | 28                   |                      |                      |
| 1998-1999  | Coyotes de Phoenix          | LNH        | 2   | 0                | 0                | 0                | 0                |                  |   |                      |                      |                      |                      |                      |
| 1998-1999  | Falcons de Springfield      | LAH        | 61  | 18               | 27               | 45               | 128              | 3                | 1 | 1                    | 2                    | 20                   |                      |                      |
| Totaux LNH | Totaux LNH                  | Totaux LNH | 130 | 14               | 14               | 28               | 131              | 21               | 1 | 3                    | 4                    | 23                   |                      |                      |